# 1981 في نيوزيلندا
فيما يلي قوائم الأحداث التي وقعت خلال عام 1981 في نيوزيلندا.

## سياسة

### تعيين في المنصب
- 28 نوفمبر – هيلين كلارك وزير الصحة [الإنجليزية]‏.

## رياضة
- 1 يناير – بطولة أمم أوقيانوسيا لكرة السلة 1981

## مواليد

### يناير
- 8 يناير – ليان بيكر لاعبة كرة مضرب نيوزيلندية.
- 10 يناير – هايدن رولستون دراج نيوزيلندي.

### فبراير
- 3 فبراير – بن سيغموند لاعب كرة قدم نيوزلندي.[1]

### مارس
- 31 مارس – آدم فورسيث ملاكم أسترالي.

### أبريل
- 21 أبريل – آرثر تروسديل لاعب كرة سلة نيوزيلندي.
- 26 أبريل – مايكل دورمان ممثل نيوزيلندي.

### يوليو
- 13 يوليو – ناثان نوكس لاعب كرة قدم نيوزيلندي.[2]

### أغسطس
- 26 أغسطس – بام ييتس لاعبة كرة قدم نيوزيلندية.
- 29 أغسطس – جاي راين ممثل نيوزيلندي.

### سبتمبر
- 3 سبتمبر – كارل ماير مُجدّف نيوزيلندي.[3]

### أكتوبر
- 8 أكتوبر – كريس كيلن لاعب كرة قدم نيوزلندي.[4]

### نوفمبر
- 19 نوفمبر – كيمبرلي سميث[5]

### ديسمبر
- 20 ديسمبر – ليو بيرتوس لاعب كرة قدم نيوزيلندي.[6]